# Stigmatisering
|  | Stigmatisering betyder også at give nogen et vedvarende negativt ry, særligt om minoritetsgrupper; se stigma (samfund) |
Stigmatisering (også kaldet stigmatisation) er opståen af sårmærker, kaldet stigmata, i lighed med Kristi sårmærker (omtalt i Johannesevangeliet).
Fænomenet er fortsat uafklaret, men flere forskellige hypoteser er fremsat:
- At der er tale om et guddommeligt mirakel (ofte opfattet som tegn på den pågældendes hellighed).
- At der foreligger en naturlig, men uforklaret proces, hvor en (hysterisk) person ved stadig meditation over Kristi lidelser kommer til at udvise sår, især i håndfladen.
- At der foreligger et bevidst eller ubevidst bedrag.

Stigmata er også kendt indenfor islam, hvor nogle mystikere har fremvist mærker på ryggen, tilsvarende dem, profeten Muhammed pådrog sig i kamp. 

## Eksempler på stigmatister
Der er rapporteret flere end 500 stigmatister, der har fremvist lignende sår som Kristus. Frans af Assisi modtog ifølge overleveringer sine stigmater i september 1224 på bjerget La Verna.  Ingen sikre stigmatister er kendt før 1200-tallet, og den første, der omtales, er Frans af Assisi. Hans stigmata blev bevidnet af blandt andre Bonaventura og pave Alexander 4., både før og efter hans død, og lignede ikke noget, andre har kunnet fremvise: I sårene på hans hænder og fødder var der negleagtige udvækster, der bøjedes bagud og ind i huden. 
Paulus skriver i Galaterbrevet 6:17: "Herefter må ingen volde mig besvær; for jeg bærer Jesu sårmærker på min krop", hvad der af nogen har været tolket som mulige stigmata. 
I England er der omtalt et tilfælde, hvor en ung mand påstod at være Kristus, og lod sig nagle til et kors, hvorpå han fremviste de samme fem sår, Kristus havde haft. Ved synoden i Oseney ved Oxford i 1222 idømte ærkebiskop Stephen Langton den unge mand livsvarig forvaring på vand og brød. 
Et andet, muligt tidligt tilfælde er nonnen Lutgardis af Aywières (1182-1246). Hun blev som tolvårig sendt til benediktinerordenen, efter at hendes far havde tabt hendes medgift i en uheldig investering; senere søgte hun sig til den strengere cistercienserorden. Lutgardis havde syner af Kristus, jomfru Maria og diverse helgener, og talte til Kristus, som om han befandt sig i værelset. Hun sagdes også at levitere (svæve gennem luften) og dryppe blod, når hun mediterede over Kristi lidelser. 
Dominikanernonnen Catarina af Siena (1347-1380) sagdes først at have haft synlige stigmata, men bad i sin beskedenhed om, at de blev gjort usynlige, og hendes bøn blev opfyldt. 
I nyere tid kendes Therese Neumann (1898-1962) fra Bayern. Lige før hun fyldte 20, brød der en brand ud i hendes farbrors lade, og under slukningsarbejdet faldt pigen og kom slemt til skade. Gradvis blev hun sengeliggende. Hun påstod selv, at hun gennem flere år ikke spiste andet end oblater, at hun rejste tilbage gennem tiden til korsfæstelsen, og regelmæssigt fik besøg af jomfru Maria, der kom med dystre spådomme om Tysklands fremtid. Neumann påstod videre at være øjenvidne til Kristi lidelser; han skulle have talt direkte til hende, hængende på korset med en lanse i siden. Langfredag i 1926 sivede der pludseligt blod fra Neumanns egne håndflader og fodsåler og fra hendes ene side, som et ekko af Kristi sår - bortset fra, at Neumann også blødte fra øjnene. Den lokale præst var overbevist om, at det drejede sig om et mirakel. Troende flokkedes til Neumanns seng, da stigmaterne begyndte at vises hver fredag. Hendes samtaler med Kristus blev også mere intense; nogle mente, hun forsøgte at advare ham om hans forestående endeligt. Han på sin side advarede hende om Tysklands kommende ulykke. En af dem, der blev stærkt grebet af Neumann, og både skrev og holdt foredrag om hende, var den norske teolog Kristian Schjelderup, senere biskop i Hamar. Men i 1949 udgav den katolske skribent Hilda Graef The Case of Therese Neumann,  hvor hun afslørede Neumann som en beregnende svindlerske. Den katolske kirke forholdt sig da også skeptisk til Neumann, og lod læger undersøge hende. Deres rapporter beskrev, hvordan hun gemte små beholdere med blod i sengetøjet. Hun gned sig ind i blodet, når hendes forældre fik gæsterne ud af værelset under hendes "hosteanfald", eller når hun skulle tømme sig i et bækken. Når de besøgende kom ind igen, var hendes ansigt blodigt, når hun kastede dynen til side for at fremvise sine sår. 
Theresa Musco (1943-1976) fra Caserta så Kristus, jomfru Maria og sin skytshelgen, fra hun var fem år. Som niårig fremviste hun stigmata på hænder og fødder. Mest opmærksomhed fik hun dog for sin påståede evne til at få statuer og ikoner til at dryppe blod,  første gang 25. februar 1975. Biskoppen i Caserta undersøgte personligt det første af disse mirakler og gav Musco tilladelse til at udstille det blodige billede af Kristus på et lille alter, hun havde stående hjemme. Iblandt blødte hendes ikoner i et kvarters tid, hvad der fik Musco til at græde ved tanken på Kristi og jomfru Marias sorg. 